# Clancy Brown
Clarence J. "Clancy" Brown III (Urbana, 1959. január 5. –) amerikai színész, szinkronszínész. 
Legismertebb szerepei Kurgan a Hegylakó, Byron Hadley kapitány A remény rabjai és Charles Zim őrmester a Csillagközi invázió című filmekből, továbbá Justin Crowe a Carnivàle – A vándorcirkusz című sorozatból. 
Szinkronmunkái közül a legismertebb Rák úr a SpongyaBob Kockanadrág epizódjaiban, Lex Luthor a DC Comics animációs produkcióiban és Hank Anderson a Detroit: Become Human (Quantic Dream) videójátékban.

## Fiatalkora és családja
1959. január 5-én született az ohiói Urbanában. Anyja Joyce Helen zeneszerző, apja Clarence J. "Bud" Brown, Jr., a családi újságcég, a Brown Publishing Company működtetője, egykori kongresszusi képviselő.

## Magánélete
1993-ban házasodott össze feleségével, Jeanne Johnsonnal, akitől két gyermeke született.

## Filmográfia

### Film
| Év   | Magyar cím                                         | Eredeti cím                                                 | Szerep                     | Magyar hang          |
| ---- | -------------------------------------------------- | ----------------------------------------------------------- | -------------------------- | -------------------- |
| 1983 | Nehézfiúk                                          | Bad Boys                                                    | Viking Lofgren             | Karácsonyi Zoltán    |
| 1984 | Nyomul a nyolcadik dimenzió                        | The Adventures of Buckaroo Banzai Across the 8th Dimension  | Rawhide                    | Gesztesi Károly      |
| 1984 | Nyomul a nyolcadik dimenzió                        | The Adventures of Buckaroo Banzai Across the 8th Dimension  | Rawhide                    | Lélek Sándor Tibor   |
| 1985 |                                                    | Thunder Alley                                               | Weasel                     |                      |
| 1985 | Frankenstein menyasszonya                          | The Bride                                                   | Viktor                     | Ujlaki Dénes         |
| 1985 | Frankenstein menyasszonya                          | The Bride                                                   | Viktor                     | Hankó Attila         |
| 1986 | Hegylakó                                           | Highlander                                                  | Victor Krueger / Kurgan    | Koroknay Géza        |
| 1986 | Hegylakó                                           | Highlander                                                  | Victor Krueger / Kurgan    | Hankó Attila         |
| 1987 | Különös kegyetlenséggel                            | Extreme Prejudice                                           | Larry McRose törzsőrmester | Wohlmuth István      |
| 1988 | Gyilkos lövés                                      | Shoot to Kill                                               | Steve                      | Vass Gábor           |
| 1988 | Gyilkos lövés                                      | Shoot to Kill                                               | Steve                      | Szakácsi Sándor      |
| 1988 | Moonwalker – A holdjáró                            | Moonwalker                                                  | rendőr                     |                      |
| 1989 |                                                    | Season of Fear                                              | Ward St. Clair             |                      |
| 1990 | Kék acél                                           | Blue Steel                                                  | Nick Mann nyomozó          | Gesztesi Károly      |
| 1990 | Égi jel                                            | Waiting for the Light                                       | Joe                        | Rosta Sándor         |
| 1990 | Égi jel                                            | Waiting for the Light                                       | Joe                        | Barabás Kiss Zoltán  |
| 1991 |                                                    | Ambition                                                    | Albert Merrick             |                      |
| 1991 | Éjféli őrjöngés                                    | Past Midnight                                               | Steve Lundy                | Haás Vander Péter    |
| 1992 | Kedvencek temetője 2.                              | Pet Sematary Two                                            | Gus Gilbert seriff         | Gesztesi Károly      |
| 1994 | A remény rabjai                                    | The Shawshank Redemption                                    | Byron Hadley kapitány      | Gesztesi Károly      |
| 1995 |                                                    | Gargoyles the Movie: The Heroes Awaken                      | Hakon (hangja)             |                      |
| 1995 | Ments meg, Uram!                                   | Dead Man Walking                                            | országúti járőr            | Beratin Gábor        |
| 1996 | Női romlottság                                     | Female Perversions                                          | John                       | Anger Zsolt          |
| 1997 | Karácsonyi kívánság                                | Annabelle's Wish                                            | ügyvéd / seriff (hangja)   |                      |
| 1997 | Csillagközi invázió                                | Starship Troopers                                           | Charles Zim őrmester       | Balázsi Gyula        |
| 1997 | Flubber – A szórakozott professzor                 | Flubber                                                     | Smith                      | Szabó Sipos Barnabás |
| 1998 |                                                    | The Jungle Book: Mowgli's Story                             | Akela, a farkas (hangja)   |                      |
| 1999 |                                                    | Claire Makes It Big                                         | Frank                      |                      |
| 1999 | Hurrikán                                           | The Hurricane                                               | Jimmy Williams hadnagy     | Epres Attila         |
| 2000 |                                                    | Chump Change                                                | férfi                      |                      |
| 2000 | A kis hableány 2. – A tenger visszavár             | The Little Mermaid II: Return to the Sea                    | Cáparancsnok (hangja)      | Bácskai János        |
| 2001 | Nincs több suli                                    | Recess: School's Out                                        | Kopasz fickó (hangja)      |                      |
| 2002 | Egy gyilkosság története                           | The Laramie Project                                         | Rob Debree                 |                      |
| 2003 |                                                    | The Making of Daniel Boone                                  | Allan Kenton               |                      |
| 2003 | Meghasonlás                                        | Normal                                                      | Frank                      | Rosta Sándor         |
| 2003 | Atlantisz 2. – Milo visszatér                      | Atlantis: Milo's Return                                     | Edgar Vogud (hangja)       | Szélyes Imre         |
| 2004 |                                                    | Finding Neo (rövidfilm)                                     | Hadme kapitány             |                      |
| 2004 |                                                    | Gambling                                                    | pap                        |                      |
| 2004 | Spongyabob – A mozifilm                            | The SpongeBob SquarePants Movie                             | Rák úr '(hangja)           | Uri István           |
| 2005 |                                                    | Dogg's Hamlet, Cahoot's Macbeth                             | Dogg                       |                      |
| 2005 | Pom Poko – A tanukik birodalma                     | Pom Poko                                                    | Gonta (angol hangja)       | Barabás Kiss Zoltán  |
| 2006 | Hullámtörők                                        | The Guardian                                                | William Hadley kapitány    | Viczián Ottó         |
| 2007 | A barbár – Legenda a szellemharcosról              | Pathfinder                                                  | Gunnar                     | eredeti nyelven      |
| 2007 |                                                    | Parker                                                      | Max Crenna                 |                      |
| 2008 | Burrowers – A felszín alatt                        | The Burrowers                                               | John Clay                  | Rosta Sándor         |
| 2008 | A megállíthatatlan                                 | The Express: The Ernie Davis Story                          | Roy Simmons                | Vass Gábor           |
| 2008 |                                                    | NASA Seals                                                  | Stone                      |                      |
| 2009 |                                                    | Slap                                                        | Joe                        |                      |
| 2009 |                                                    | The Twenty                                                  | John Simmonds              |                      |
| 2009 | Az informátor!                                     | The Informant!                                              | Aubrey Daniel              | Rosta Sándor         |
| 2009 | Superman/Batman: Közellenségek                     | Superman/Batman: Public Enemies                             | Lex Luthor (hangja)        | Csík Csaba Krisztián |
| 2010 | Rémálom az Elm utcában                             | A Nightmare on Elm Street                                   | Alan Smith                 | Barbinek Péter       |
| 2011 | Cowboyok és űrlények                               | Cowboys & Aliens                                            | Preacher Meacham           | Blaskó Péter         |
| 2011 | Zöld Lámpás                                        | Green Lantern                                               | Parallax (hangja)          | Törköly Levente      |
| 2012 | John a végén padlót fog                            | John Dies at the End                                        | Dr. Albert Marconi         |                      |
| 2012 | Mindenáron                                         | At Any Price                                                | Jim Johnson                | Vass Gábor           |
| 2012 |                                                    | Hellbenders                                                 | Angus atya                 |                      |
| 2013 |                                                    | Sparks                                                      | Archer                     |                      |
| 2013 |                                                    | Water & Power                                               | Turnvil                    |                      |
| 2013 |                                                    | Nothing Left to Fear                                        | Pastor Kingsman            |                      |
| 2013 | Harcban élve                                       | Homefront                                                   | Keith Rodrigue seriff      | Vass Gábor           |
| 2013 | A Cate McCall-per                                  | The Trials of Cate McCall                                   | Keith Rodrigue             | Bognár Tamás         |
| 2013 |                                                    | I Know That Voice                                           | önmaga                     |                      |
| 2013 | Lego Batman: A film                                | Lego Batman: The Movie – DC Super Heroes Unite              | Lex Luthor (hangja)        | Józsa Imre           |
| 2014 | Csapatjáték                                        | When the Game Stands Tall                                   | Mickey Ryan                | Vass Gábor           |
| 2014 |                                                    | Just Before I Go                                            | Ted apja                   |                      |
| 2014 | 99 Otthon                                          | 99 Homes                                                    | Mr. Freeman                |                      |
| 2014 |                                                    | Iron Man & Captain America: Heroes United                   | Kiképző (hangja)           |                      |
| 2015 | Spongyabob – Ki a vízből!                          | The SpongeBob Movie: Sponge Out of Water                    | Rák úr (hangja)            | Uri István           |
| 2016 | Ave, Cézár!                                        | Hail, Caesar!                                               | Gracchus                   | Vass Gábor           |
| 2016 | Warcraft: A kezdetek                               | Warcraft                                                    | Feketekéz                  | Vass Gábor           |
| 2017 | Kisördög                                           | Little Evil                                                 | Reverend Gospel            |                      |
| 2017 | Bostoni erő                                        | Stronger                                                    | Jeff Bauman Sr.            | Barbinek Péter       |
| 2017 |                                                    | Chappaquiddick                                              | Robert McNamara            |                      |
| 2017 | Thor: Ragnarök                                     | Thor: Ragnarok                                              | Surtur (hangja)            | Kőszegi Ákos         |
| 2018 | Supercon                                           | Supercon                                                    | Adam King                  | Jakab Csaba          |
| 2018 | Buster Scruggs balladája                           | The Ballad of Buster Scruggs                                | Joe "Çurly Joe"            |                      |
| 2019 | Mesék a hullaházból                                | The Mortuary Collection                                     | Montgomery Dark            | Törköly Levente      |
| 2019 | Susi és Tekergő                                    | Lady and the Tramp                                          | Isaac (hangja)             | Dézsy Szabó Gábor    |
| 2020 | Ígéretes fiatal nő                                 | Promising Young Woman                                       | Stanley Thomas             | Borbiczki Ferenc     |
| 2020 |                                                    | In Search of Darkness: Part II                              | önmaga                     |                      |
| 2020 | SpongyaBob: Spongya szökésben                      | The SpongeBob Movie: Sponge on the Run                      | Rák úr (hangja)            | Petridisz Hrisztosz  |
| 2022 | Waldo                                              | Last Looks                                                  | Jim "Big Jim" Cuddy        | Rosta Sándor         |
| 2022 |                                                    | In Search of Tomorrow                                       | önmaga                     |                      |
| 2023 | John Wick: 4. felvonás                             | John Wick: Chapter 4                                        | Előhírnök                  | Barbinek Péter       |
| 2023 | John Wick: 4. felvonás                             | John Wick: Chapter 4                                        | Előhírnök                  | Rosta Sándor         |
| 2023 | The Venture Bros: Páviánszívben vad vér pezseg     | The Venture Bros.: Radiant Is the Blood of the Baboon Heart | Vörös halál (hangja).      |                      |
| 2023 |                                                    | Scrambled                                                   | Richard                    |                      |
| 2023 |                                                    | Poolman                                                     | Theodore Hollandaise       |                      |
| 2023 | Pénzeső                                            | Dumb Money                                                  | Steve Gill                 | Csernák János        |
| 2024 | Bikinifenék megmentése: Szandi Csovi nagy kalandja | Saving Bikini Bottom: The Sandy Cheeks Movie                | Rák úr (hangja)            | Petridisz Hrisztosz  |
| 2024 |                                                    | The Chairman                                                | Az elnök                   |                      |
| 2025 | Plankton: A film                                   | Plankton: The Movie                                         | Rák úr (hangja)            | Petridisz Hrisztosz  |
| 2025 | SpongyaBob: Kalózkaland                            | The SpongeBob Movie: Search for SquarePants                 | Rák úr (hangja)            |                      |

### Televízió

#### Tévéfilm
| Év   | Magyar cím                                   | Eredeti cím                                   | Szerep                   | Magyar hang                  |
| ---- | -------------------------------------------- | --------------------------------------------- | ------------------------ | ---------------------------- |
| 1987 |                                              | Corridos: Tales of Passion & Revolution       | John Reed                |                              |
| 1987 |                                              | The Room Upstairs                             | Kevin                    |                              |
| 1987 | Láncok nélkül                                | The Man Who Broke 1,000 Chains                | Flagg                    |                              |
| 1989 |                                              | Fair Game                                     | Earl Dunning             |                              |
| 1990 | A maffia aranykora                           | Johnny Ryan                                   | Johnny Ryan              | Sinkovits-Vitay András       |
| 1991 | Halálos igézet                               | Cast a Deadly Spell                           | Harry Bordon             | Kautzky Armand               |
| 1992 | A suttyók visszavágnak 3. – Sutty-utódok     | Revenge of the Nerds III: The Next Generation | Clarence                 |                              |
| 1993 | Gyermekrablás: A jordániai akció             | Desperate Rescue: The Cathy Malone Story      | Dave Chattelier          | Barbinek Péter               |
| 1993 |                                              | Bloodlines: Murder in the Family              | Ben Guardino             |                              |
| 1993 | Az utolsó fény                               | Last Light                                    | Lionel McMannis          | Hankó Attila                 |
| 1995 | Az ismeretlen donor                          | Donor Unknown                                 | Nash Creed               |                              |
| 1996 |                                              | Radiant City                                  | Al Goodman               |                              |
| 1998 | Hazugok védőszentje                          | The Patron Saint of Liars                     | Son                      |                              |
| 1999 | Vendetta                                     | Vendetta                                      | Hennessy rendőrfőnök     | Haás Vander Péter            |
| 1999 |                                              | In the Company of Spies                       | Dale Beckham             |                              |
| 1999 |                                              | The Night of the Headless Horseman            | Hessian Trooper (hangja) |                              |
| 2000 | A tegnap gyermekei                           | Yesterday's Children                          | Doug Cole                | Csankó Zoltán                |
| 2001 | Főnökök főnöke                               | Boss of Bosses                                | Andris Kurins            |                              |
| 2001 | Hófehérke                                    | Snow White: The Fairest of Them All           | Zöld szörny              | Kristóf Tibor                |
| 2002 | Vörös égbolt                                 | Red Skies                                     | Edgar Sterling           | Rosta Sándor                 |
| 2008 | Emlékek nélkül                               | Blank Slate                                   | Miles McAvoy ügynök      | Forgács Gábor                |
| 2011 |                                              | Wallaby Run                                   | Red (hangja)             |                              |
| 2014 |                                              | The Trip to Bountiful                         | seriff                   |                              |
| 2017 | Aranyhaj: Az örökkön örökké előtt            | Tangled: Before Ever After                    | Frederic király (hangja) | Szabó Sipos Barnabás         |
| 2019 | Spongyabob szenzációs szülinapi szuperbulija | SpongeBob's Big Birthday Blowout              | Rák úr (hangja)          | Petridisz Hrisztosz[forrás?] |

#### Sorozat (élőszereplős)
| Év        | Magyar cím                     | Eredeti cím           | Szerep                           | Megjegyzések                                              |
| --------- | ------------------------------ | --------------------- | -------------------------------- | --------------------------------------------------------- |
| 1983      | Hazárd megye lordjai           | The Dukes of Hazzard  | Kelly                            | 1 epizód                                                  |
| 1990      |                                | China Beach           | Joey                             | 1 epizód                                                  |
| 1991      |                                | Love, Lies and Murder | David Brown                      | 2 epizód                                                  |
| 1993      | Mesék a kriptából              | Tales from the Crypt  | Roger Lassen                     | 1 epizód                                                  |
| 1994–1995 | Föld 2 – A világűr Robinsonjai | Earth 2               | John Danziger                    | - 21 epizód - magyar hangja:[forrás?] - Epres Attila      |
| 1995      |                                | The Outer Limits      | Linden Styles                    | 1 epizód                                                  |
| 1997–1998 | Vészhelyzet                    | ER                    | Dr. Ellis West                   | 7 epizód                                                  |
| 2000      | Ügyvédek                       | The Practice          | Fox kerületi ügyész              | 2 epizód                                                  |
| 2002      | Star Trek: Enterprise          | Star Trek: Enterprise | Zobral                           | 1 epizód                                                  |
| 2002      |                                | Breaking News         | Peter Kozyck                     | 13 epizód                                                 |
| 2003–2005 | Carnivàle – A vándorcirkusz    | Carnivàle             | Justin Crowe testvér             | - 21 epizód - magyar hangja:[forrás?] - Haás Vander Péter |
| 2006      | Lost – Eltűntek                | Lost                  | Kelvin Inman                     | 2 epizód                                                  |
| 2007      | Gazdagék                       | The Riches            | Rudy Blue                        | 1 epizód                                                  |
| 2008      | Esküdt ellenségek              | Law & Order           | John Burkhart seriff             | 1 epizód                                                  |
| 2010      | Mély vízben                    | The Deep End          | Hart Sterling                    | 6 epizód                                                  |
| 2010      | Lépéselőnyben                  | Leverage              | Hugh Whitman                     | 1 epizód                                                  |
| 2010      | A médium                       | Medium                | Rob Walcott                      | 1 epizód                                                  |
| 2011      |                                | Aim High              | Boris "The Bear" Klopov          | 5 epizód                                                  |
| 2013–2016 | Az Álmosvölgy legendája        | Sleepy Hollow         | August Corbin                    | 6 epizód                                                  |
| 2014–2015 | Flash – A Villám               | The Flash             | Wade Eiling tábornok             | 4 epizód                                                  |
| 2015–2016 | Bűnös Chicago                  | Chicago P.D.          | Eddie                            | 3 epizód                                                  |
| 2016      | Daredevil                      | Daredevil             | Ray Schoonover                   | 2 epizód                                                  |
| 2017      | A Megtorló                     | The Punisher          | Ray Schoonover                   | 1 epizód                                                  |
| 2018–2019 | A Goldberg család              | The Goldbergs         | Mr. Crosby                       | 4 epizód                                                  |
| 2018–2019 | Milliárdok nyomában            | Billions              | Waylon "Jock" Jeffcoat           | 16 epizód                                                 |
| 2019      |                                | Schooled              | Mr. Crosby                       | 5 epizód                                                  |
| 2019      | A Korona                       | The Crown             | Lyndon B. Johnson                | 1 epizód                                                  |
| 2019      | A Mandalóri                    | The Mandalorian       | Burg                             | - 1 epizód - magyar hangja: - Bognár Tamás                |
| 2019–2020 | A lány                         | Emergence             | Ed Sawyer                        | - 13 epizód - magyar hangja:[forrás?] - Rosta Sándor      |
| 2021–2022 | Dexter: Új vér                 | Dexter: New Blood     | Kurt Caldwell                    | 8 epizód                                                  |
| 2023      | V generáció                    | Gen V                 | Richard "Rich Brink" Brinkerhoff | - 1 epizód - magyar hangja: - Kertész Péter               |
| 2023      | Ahsoka                         | Ahsoka                | Ryder Azadi                      | - 1 epizód - magyar hangja:[forrás?] - Várkonyi András    |
| 2024      | Pingvin                        | The Penguin           | Salvatore Maroni                 | - 8 epizód - magyar hangja: - Barbinek Péter              |

#### Sorozat (szinkronhang)
| Év         | Magyar cím                                       | Eredeti cím                                             | Szerep                                                           | Megjegyzések |
| ---------- | ------------------------------------------------ | ------------------------------------------------------- | ---------------------------------------------------------------- | --- |
| 1994       | A kis hableány                                   | The Little Mermaid                                      | Octopin vezető                                                   | 1 epizód |
| 1994–1996  |                                                  | Gargoyles                                               | Hakkon / Wolf / Tomas Brod                                       | 12 epizód |
| 1996       | Mortal Kombat: A birodalom védelmezői            | Mortal Kombat: Defenders of the Realm                   | Raiden                                                           | 13 epizód |
| 1996       | A hihetetlen Hulk                                | The Incredible Hulk                                     | Nagyláb                                                          | 1 epizód |
| 1996–1997  |                                                  | The Mighty Ducks'                                       | Siege                                                            | 23 epizód |
| 1996–2000  | Superman: A rajzfilmsorozat                      | Superman: The Animated Series                           | Lex Luthor                                                       | - 19 epizód - magyar hangja: - Kristóf Tibor |
| 1997       |                                                  | The Real Adventures of Jonny Quest                      | Nikola ezredes / The Entity / Professor Francois                 | 2 epizód |
| 1997       |                                                  | The Legend of Calamity Jane                             | "Wild Bill" Hickok                                               | 13 epizód |
| 1997       | A szellemirtók újabb kalandjai                   | Extreme Ghostbusters                                    | Tempus                                                           | 1 epizód |
| 1997       | Hé, Arnold!                                      | Hey Arnold!                                             | Porkpie                                                          | 1 epizód |
| 1997–1998  |                                                  | The New Adventures of Zorro                             | több szereplő                                                    | 26 epizód |
| 1998       | Herkules                                         | Hercules                                                | Blotox                                                           | 1 epizód |
| 1998       | A kémkutyák titkos aktái                         | The Secret Files of the Spy Dogs                        | Csont Báró                                                       | - 1 epizód - magyar hangja:[forrás?] - Wohlmuth István |
| 1998       |                                                  | The Lionhearts                                          | Butch                                                            | 1 epizód |
| 1998–2000  | Voltron: A harmadik dimenzió                     | Voltron: The Third Dimension                            | IGOR / Robot Maximus                                             | 5 epizód |
| 1999       | Timon és Pumbaa                                  | Timon & Pumbaa                                          | Mérges ember                                                     | 1 epizód |
| 1999       | Hódító hódok                                     | The Angry Beavers                                       | Harrington                                                       | 1 epizód |
| 1999       |                                                  | Godzilla: The Series                                    | Maxmillian Spiel                                                 | 2 epizód |
| 1999–2001  |                                                  | Big Guy and Rusty the Boy Robot                         | Legion Ex Machina                                                | 26 epizód |
| 1999–      | SpongyaBob Kockanadrág                           | SpongeBob SquarePants                                   | Rák úr                                                           | - főszereplő - magyar hangja: - Uri István - Petridisz Hrisztosz                                                                                             |
| 2000       | Csillagközi invázió – Az űr zsoldosai            | Roughnecks: Starship Troopers Chronicles                | Charlie Zim                                                      | 3 epizód |
| 2000       |                                                  | Histeria!                                               | több szereplő                                                    | 1 epizód |
| 2000       | Szünet                                           | Recess                                                  | LaMaise                                                          | 1 epizód |
| 2000       |                                                  | Buzz Lightyear of Star Command                          | Tough / Kleev                                                    | 2 epizód |
| 2000       | Batman of the Future                             | Batman Beyond                                           | "Big Time" Bigelow                                               | 1 epizód |
| 2000       |                                                  | Teacher's Pet                                           | tanár                                                            | 2 epizód |
| 2000–2005  | Jackie Chan kalandjai                            | Jackie Chan Adventures                                  | Fekete Kapitány / Ratso                                          | 61 epizód |
| 2001       |                                                  | The Zeta Project                                        | Morgan                                                           | 2 epizód |
| 2001–2003  | Az igazság ligája                                | Justice League                                          | Lex Luthor                                                       | 8 epizód |
| 2001–2004  |                                                  | Lloyd in Space                                          | Frank Horton                                                     | 12 epizód |
| 2002       | Pindúr pandúrok                                  | The Powerpuff Girls                                     | Mascumax                                                         | 1 epizód |
| 2002       | Szamuráj Jack                                    | Samurai Jack                                            | sárkány                                                          | 1 epizód |
| 2003       | Pókember                                         | Spider-Man: The New Animated Series                     | Raymond                                                          | 1 epizód |
| 2003       | Tini titánok                                     | Teen Titans                                             | Trident                                                          | - 1 epizód - magyar hangja - Schneider Zoltán |
| 2003–2007  | Felnövekvő fecsegők                              | All Grown Up!                                           | Pangborn                                                         | 10 epizód |
| 2004       | Szuperdod kalandjai                              | Duck Dodgers                                            | Archduke Zag                                                     | 1 epizód |
| 2004       | Brandy és Mr. Bajusz                             | Brandy & Mr. Whiskers                                   | Sarge                                                            | 1 epizód |
| 2004–2005  | Megas XLR                                        | Megas XLR                                               | Gorrath                                                          | - 10 epizód - magyar hangja:[forrás?] - Lázár Sándor |
| 2004–2006  | Az igazság ligája: Határok nélkül                | Justice League Unlimited                                | Lex Luthor                                                       | 13 epizód |
| 2004–2006  | Szuper robotmajom csapat akcióban!               | Super Robot Monkey Team Hyperforce Go!                  | Otto '                                                           | - 10 epizód - magyar hangja:[forrás?] - Pálfai Péter |
| 2004–2007  | The Batman                                       | The Batman                                              | Mr. Fagy / Bane / Lex Luthor                                     | - 6 epizód - magyar hangja:[forrás?] - Varga Rókus (Mr. Fagy) - Kapácsy Miklós (Bane) - Turi Bálint (Luthor)                                                 |
| 2005       | Kandúrbanda                                      | Catscratch                                              | Barkmeat                                                         | 1 epizód |
| 2005       | Juniper Lee                                      | The Life and Times of Juniper Lee                       | Lex Luthor / Nestor                                              | 1 epizód |
| 2005–2006  | A.T.O.M. – Alpha Teens On Machines               | A.T.O.M.                                                | Alexander Paine                                                  | 12 epizód |
| 2005–2007  | Kim Possible                                     | Kim Possible                                            | Kane / Yono                                                      | 2 epizód |
| 2005–2007  | Amerikai sárkány                                 | American Dragon: Jake Long                              | Sötét sárkány                                                    | 3 epizód |
| 2006       | Lilo és Stitch                                   | Lilo & Stitch: The Series                               | Ego Leader / tűzoltó                                             | 1 epizód |
| 2006       | Avatár – Aang legendája                          | Avatar: The Last Airbender                              | Long Feng / Bosco                                                | 5 epizód |
| 2006–2007  |                                                  | Biker Mice from Mars                                    | Cataclysm                                                        | 12 epizód |
| 2007       | Ben 10                                           | Ben 10                                                  | Kenko                                                            | - 1 epizód - magyar hangja:[forrás?] - Kajtár Róbert |
| 2007–2021  | Amerikai fater                                   | American Dad!                                           | Henry Fischer                                                    | 4 epizód |
| 2008       | Ben 10 és az idegen erők                         | Ben 10: Alien Force                                     | Sárkány                                                          | - 1 epizód - magyar hangja:[forrás?] - Bolla Róbert |
| 2008–2009  | X-Men – Az újrakezdés                            | Wolverine and the X-Men                                 | Mister Sinister                                                  | 3 epizód |
| 2008–2009  | A Pókember legújabb kalandjai                    | The Spectacular Spider-Man                              | George Stacy / Rhinó / Ox                                        | - 13 epizód - magyar hangja:[forrás?] - Bácskai János (Stacy) - Varga Tamás (Ox) - Sótonyi Gábor (Rhinó, 1. hang) - Láng Balázs (Rhinó, 2. hang)             |
| 2009       | Phineas és Ferb                                  | Phineas and Ferb                                        | Regurgitator / Mikulás                                           | 5 epizód |
| 2009       | Szombaték titkos világa                          | The Secret Saturdays                                    | Dr. Bara                                                         | 1 epizód |
| 2010       | Batman: A bátor és a vakmerő                     | Batman: The Brave and the Bold                          | Per Degaton / Rohtul                                             | 2 epizód |
| 2010       | Kick Buttowski: A külvárosi fenegyerek           | Kick Buttowski: Suburban Daredevil                      | Magnus Magnuson                                                  | 3 epizód |
| 2010       | Kalandra fel!                                    | Adventure Time                                          | narrátor / Démonmacska / gonosz gyerek                           | 2 epizód |
| 2010–2011  | G. I. Joe Renegátok                              | G.I. Joe: Renegades                                     | Destro                                                           | - 6 epizód - magyar hangja:[forrás?] - Maday Gábor |
| 2010–2011  | A Madagaszkár pingvinjei                         | The Penguins of Madagascar                              | Bősz vagány                                                      | - 3 epizód - magyar hangja:[forrás?] - Koroknay Géza - Barbinek Péter                                                                                        |
| 2010–2012  | A Föld legnagyobb hősei                          | The Avengers: Earth's Mightiest Heroes                  | Odin '                                                           | 3 epizód |
| 2010–2013  | Pound Puppies: Kutyakölyköt minden kiskölyöknek! | Pound Puppies                                           | Salty'                                                           | 8 epizód |
| 2011       | Villámmacskák                                    | ThunderCats                                             | Grune                                                            | 6 epizód |
| 2011–2013  | Transformers: Prime                              | Transformers: Prime                                     | Silas                                                            | 8 epizód magyar hangja Vass Gábor |
| 2011–2013  | Star Wars: A klónok háborúja                     | Star Wars: The Clone Wars                               | Savage Opress                                                    | 8 epizód magyar hangja Epres Attila (1. hang) Galambos Péter (2. hang)                                                                                       |
| 2012       | Az igazság ifjú ligája                           | Young Justice                                           | King Faraday                                                     | 1 epizód magyar hangja Galbenisz Tomasz |
| 2012       | Zöld Lámpás                                      | Green Lantern: The Animated Series                      | Zartok tábornok                                                  | 2 epizód |
| 2012       | Korra legendája                                  | The Legend of Korra                                     | Yakone                                                           | 2 epizód magyar hangja Sarádi Zsolt |
| 2012–2013  | Scooby-Doo: Rejtélyek nyomában                   | Scooby-Doo! Mystery Incorporated                        | Hebediah Grim / Nibiru                                           | 3 epizód |
| 2012–2017  | A Pókember elképesztő kalandjai                  | Ultimate Spider-Man                                     | Kiképző (Tony Masters) / Vörös Hulk / Phantom Lovas (Ben Parker) | 11 epizód magyar hangja Csankó Zoltán (Kiképző, 1. évad) Pál Tamás (Kiképző, 2. évad) Koncz István (Kiképző, 3. évad) Horváth-Töreki Gergely (Phantom Lovas) |
| 2012–2017  | Tini Nindzsa Teknőcök                            | Teenage Mutant Ninja Turtles                            | Chris Bradford / Ebököl / Rahzar                                 | 30 epizód magyar hangja Bognár Tamás (1. hang) Barabás Kiss Zoltán (2. hang)                                                                                 |
| 2013       | Wander, a galaktikus vándor                      | Wander Over Yonder                                      | Badlands Dan                                                     | 1 epizód |
| 2013       | Kung Fu Panda – A rendkívüliség legendája        | Kung Fu Panda: Legends of Awesomeness                   | Pei Mei                                                          | 1 epizód |
| 2013       |                                                  | DC Nation Shorts                                        | Negatív Ember / Immortus tábornok                                | 3 epizód |
| 2013–2015  | Hulk és a Z.Ú.Z.D.A. ügynökei                    | Hulk and the Agents of S.M.A.S.H.                       | Thunderbolt Ross / Vörös Hulk / Uatu / Hogun / Black Bolt        | 52 epizód magyar hangja Törköly Levente (Vörös Hulk) |
| 2014       | Archer                                           | Archer                                                  | Ricky                                                            | 1 epizód |
| 2014       |                                                  | TripTank                                                | különböző karakter                                               | 3 epizód |
| 2014       |                                                  | Robot Chicken DC Comics Special 2: Villains in Paradise | Gorilla Grodd                                                    | különkiadás |
| 2014–2019  | Bosszúállók újra együtt                          | Avengers Assemble                                       | Uatu / Vörös Hulk / Kiképző                                      | 10 epizód magyar hangja Bognár Tamás (Utau) |
| 2015       |                                                  | Axe Cop                                                 | különböző karakter                                               | 3 epizód |
| 2015       |                                                  | Golan the Insatiable                                    | öreg ember (                                                     | 1 epizód |
| 2015       | Mickey egér                                      | Mickey Mouse                                            | Pig Biker                                                        | 1 epizód |
| 2015       |                                                  | Pickle and Peanut                                       | különböző karakter                                               | 1 epizód |
| 2015–2018  | Star Wars: Lázadók                               | Star Wars Rebels                                        | Ryder Azadi                                                      | 12 epizód Várkonyi András (1. hang) Papucsek Vilmos (2. hang) Vass Gábor (3. hang)                                                                           |
| 2016       | Cili seriff és a vadnyugat                       | Sheriff Callie's Wild West                              | Wildcat McGraw                                                   | 1 epizód |
| 2016       | Csizmás, a kandúr kalandjai                      | The Adventures of Puss in Boots                         | vérfarkas                                                        | 1 epizód |
| 2016–2018  | Trollvadászok                                    | Trollhunters: Tales of Arcadia                          | Gunmar                                                           | 28 epizód magyar hangja Rosta Sándor |
| 2016–2018  |                                                  | The Venture Bros.                                       | Red Death                                                        | 4 epizód |
| 2016, 2019 | Milo Murphy törvénye                             | Milo Murphy's Law                                       | Javier / Mr. Blunt                                               | 2 epizód |
| 2017       | OK K.O.! Legyünk hősök!                          | OK K.O.! Let's Be Heroes                                | Mr. Cardsley / Powio Statue / Pavel                              | 1 epizód |
| 2017–2018  |                                                  | Stretch Armstrong and the Flex Fighters                 | Jack Kinland / Smokestack                                        | 2 epizód |
| 2017, 2020 | Rick és Morty                                    | Rick and Morty                                          | Risotto Groupon / Bosszúálló vonat utas                          | 2 epizód |
| 2017–2020  | Aranyhaj: A sorozat                              | Rapunzel's Tangled Adventure                            | Frederic király                                                  | 24 epizód magyar hangja Szabó Sipos Barnabás |
| 2018       |                                                  | Dallas & Robo                                           | Különös                                                          | 4 epizód |
| 2018       | Hárman a Földön: Arcadia meséi                   | 3Below: Tales of Arcadia                                | Gunmar                                                           | 1 epizód |
| 2018–2019  | Alsógatyás kapitány fergeteges kalandjai         | The Epic Tales of Captain Underpants                    | Mr. Ree / Splotch                                                | 4 epizód |
| 2019       |                                                  | Niko and the Sword of Light                             | Otto (                                                           | 2 epizód |
| 2019       | Mao-Mao                                          | Mao Mao: Heroes of Pure Heart                           | Shin Mao                                                         | 1 epizód magyar hangja Varga Rókus |
| 2020       | Kacsamesék                                       | DuckTales                                               | Frankenstein                                                     | 1 epizód |
| 2020       | Varázslók: Arcadia meséi                         | Wizards: Tales of Arcadia                               | Gunmar                                                           | 5 epizód |
| 2020       | Mickey egér csodálatos világa                    | The Wonderful World of Mickey Mouse                     | Nagy rosz farkas                                                 | 1 epizód |
| 2021       | Hívások                                          | Calls                                                   | Wilson tábornok                                                  | 2 epizód |
| 2021       | Legyőzhetetlen                                   | Invincible                                              | Damien Darkblood                                                 | 3 epizód |
| 2021–2024  | Korall tábor: SpongyaBob alsós évek              | Kamp Koral: SpongeBob's Under Years                     | Rák úr                                                           | főszereplő magyar hangja Petridisz Hrisztosz |
| 2021–2024  | Csillag Patrik műsora                            | The Patrick Star Show                                   | Rák úr                                                           | mellékszereplő magyar hangja Petridisz Hrisztosz |
| 2021–2024  | Mi lenne, ha…?                                   | What If...?                                             | Surtur                                                           | 3 epizód magyar hangja Kőszegi Ákos (1. évad) Orbán Gábor (2. évad)                                                                                          |
| 2022–2023  | Transformers: FöldSzikra                         | Transformers: EarthSpark                                | Quintus fővezér                                                  | 5 epizód |
| 2022–2023  | Vigyázz, ufók!                                   | Solar Opposites                                         | Cromus                                                           | 2 epizód |
| 2022       |                                                  | The Exodite                                             | Kelseth                                                          | 2 epizód |
| 2022       |                                                  | El Deafo                                                | Mr. Potts, P. Evil                                               | 3 epizód |
| 2022       | Star Wars: Jedihistóriák                         | Star Wars: Tales of the Jedi                            | Inkvizitor                                                       | - Epizód: "Elhatározás" - magyar hangja: Hám Bertalan |
| 2023       | Digman!                                          | Digman!'                                                | Yedward                                                          | - 1 epizód - magyar hangja Fehérváry Márton |

## Fordítás
Ez a szócikk részben vagy egészben  a   Clancy Brown című angol Wikipédia-szócikk fordításán alapul.  Az eredeti cikk szerkesztőit annak laptörténete sorolja fel. Ez a jelzés csupán a megfogalmazás eredetét és a szerzői jogokat jelzi, nem szolgál a cikkben szereplő információk forrásmegjelöléseként.